# Catedral de la Inmaculada Concepción (Puerto Baquerizo Moreno)
La Catedral de la Inmaculada Concepción también Catedral de la Inmaculada o Catedral de Puerto Baquerizo Moreno es el nombre que recibe un edificio religioso que pertenece a la Iglesia católica y se encuentra ubicado en la localidad de Puerto Baquerizo Moreno, en la Isla de San Cristóbal, una de las que conforma las Islas Galápagos, que administrativamente está incluida en la Provincia de Galápagos, parte del país sudamericano de Ecuador.
El templo sigue el rito romano o latino y funciona como la sede del Vicariato Apostólico de Galápagos (Apostolicus Vicariatus Galapagensis) que fue creada por el papa Benedicto XVI el 15 de julio de 2008 con base en el territorio de la antigua prefectura de Galápagos que había establecido el papa Pío XII en 1950. Esta bajo la responsabilidad pastoral del vicario apostólico Áureo Patricio Bonilla Bonilla.